# Кумыра
Кумыра — деревня в Тюкалинском районе Омской области. Входит в состав Кабырдакского сельского поселения.

## История
Первым поселением Тюкалинского района следует считать Кумырский форпост Старо-Ишимской оборонительной линии, построенный в 1744 г.
Строения упраздненного в 1756 году форпоста викуловские крестьяне Рыбин, Заплетаев и Шелудков купили и перевезли к месту впадения в Ошу реки Кумыра, где и основали одноименную деревню.
В 1928 году состояла из 198 хозяйств, основное население — русские. Центр Кумырского сельсовета Тюкалинского района Омского округа Сибирского края.

## Население
| 1926 | 2010 |
| ---- | ---- |
| 1023 | ↘39  |